# Центральный банк Гвинейской Республики
Центральный банк Гвинейской Республики (фр. Banque Centrale de la République de Guinée) — центральный банк Гвинеи.

## История
29 февраля 1960 года учреждён Банк Гвинейской Республики. 27 июля 1961 года банк переименован в Центральный банк Гвинейской Республики.